# 嘉丰公主
嘉丰公主（?—?），唐朝公主，是中国唐朝第八代皇帝唐代宗李豫之女。

## 生平
她的生母不详，史书记载了她的封号嘉丰公主，嘉丰公主嫁给了高怡。大历七年（772年）七月十六日，与普宁公主同时出嫁。在光顺门册封，遇大雨，礼仪不成。建中年间，嘉丰公主去世。

## 夫
高怡，世系不详，建中元年（780年）四月，高怡向唐德宗献金（黄铜）佛像，德宗把佛像还给高怡。